# Hawick RFC
El Hawick Rugby Football Club es un equipo de rugby de Escocia con sede en la ciudad de Hawick.
Participa en la Premiership, uno de los principales torneos de Escocia, en el cual ha obtenido trece campeonatos siendo el equipo más exitoso en el torneo.

## Historia
Fue fundada en 1885 con muchos jugadores de los extintos Hawick and Wilton RFC, en 1886 el club fue aceptado por el ente rector del rugby de Escocia
En 1888 inauguró su estadio el Mansfield Park con una capacidad de 5000 espectadores.
Desde el año 1973 compite en la Premiership en la cual ha logrado trece campeonatos, el último el año 2023.

## Palmarés
- Premiership (13): 1973-74, 1974-75, 1975-76, 1976-77, 1977-78, 1981-82, 1983-84, 1984-85, 1985-86, 1986-87, 2000-01, 2001-02, 2022-23.
- Campeonato de Escocia no oficial (13): 1895-96, 1899-00, 1908-09, 1926-27, 1932-33, 1948-49, 1954-55, 1959-60, 1960-61, 1963-64, 1965-66, 1967-68, 1971-72
- Copa de Escocia (4): 1995-96, 2001-02, 2022-23, 2023-24.